# Infiniti I30
Der Infiniti I30 bzw. I35 war eine von der japanischen Automarke Infiniti hauptsächlich in den USA angebotene Limousine der oberen Mittelklasse mit Frontantrieb. Er wurde von Mai 1995 bis Herbst 2004 in zwei Generationen gebaut (bis 2001 als I30, danach als I35). Das Modell basiert auf dem Nissan Maxima bzw. Nissan Cefiro, hat aber eine eigenständige Karosserie. Es ist vergleichbar mit dem in Europa angebotenen Maxima QX.
Der I30 war Infinitis Bestseller und verkaufte sich in der ersten Generation 115.749 Mal; die zweite Generation fand in ihrem ersten Jahr 30.391 Kunden.
2004 wurde das Modell ohne direkten Nachfolger eingestellt.

## Erste Generation (A32; 1995–1998)

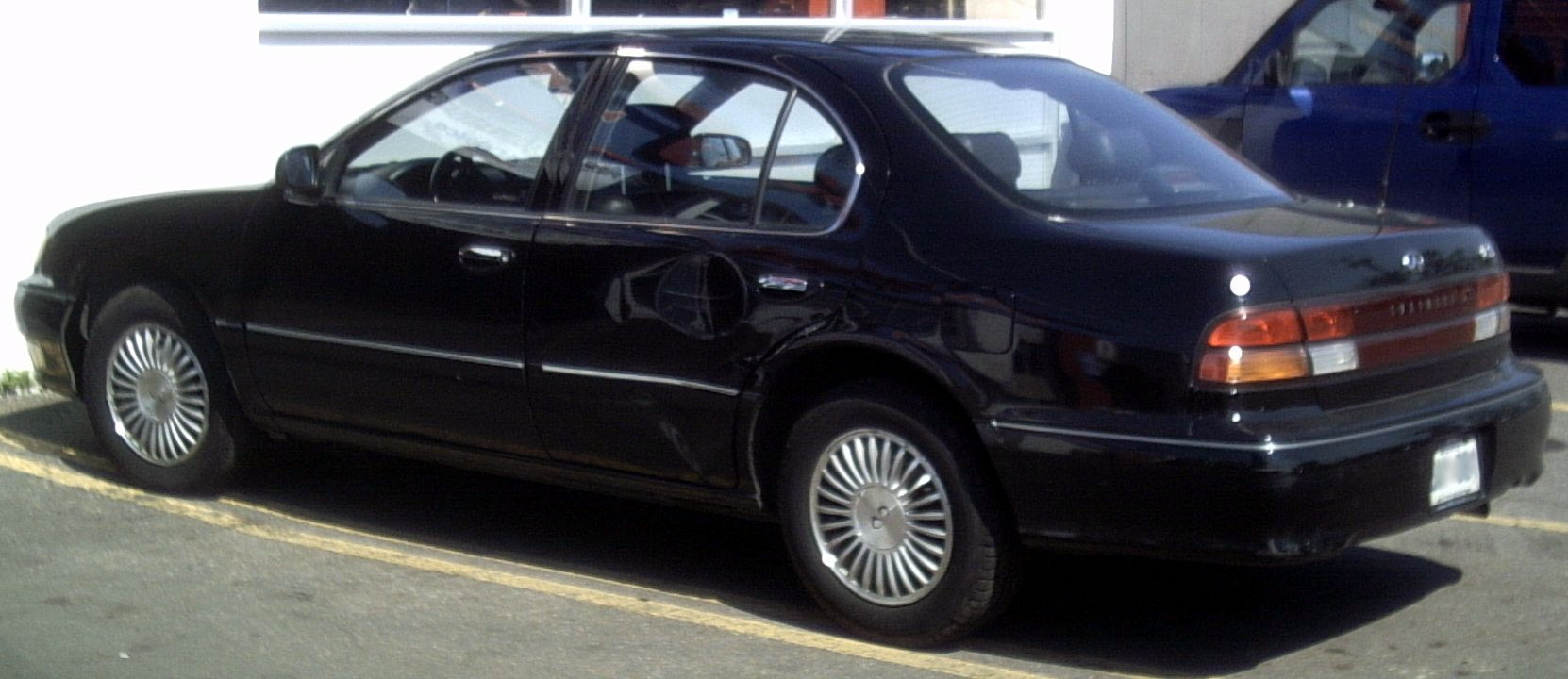
Heckansicht

Infiniti brachte den japanischen Nissan Cefiro in Nordamerika als Infiniti I30 für das Modelljahr 1996 auf den Markt, der ab dem 27. Juni 1995 in Oppama, Japan (wo auch der Maxima gebaut wurde), hergestellt wurde. Der neue I30 löste den Infiniti J30 ab. Um die Mehrdeutigkeit des Namensschilds zu verringern, wurden für das hintere I30-Emblem zwei Schriftarten verwendet: ein kursives „I“ in Kombination mit einer Serifenschrift für die „30“, um die Möglichkeit auszuschließen, dass das Emblem als „130“ gelesen werden könnte.
Der I30 war zu dieser Zeit der Topseller von Infiniti und neben dem kleineren auf dem Nissan Primera basierenden Infiniti G20 das Mittelklassemodell der Marke. Der Infiniti I30 wurde auch in Südkorea und Indonesien vermarktet. Im Januar 1997 wurde in Japan der Cefiro Brown Selection mit dem verchromten Kühlergrill des I30 und einer braunen Innenausstattung in das Programm aufgenommen.
Der I30 teilte sich den 3,0-Liter-VQ30DE-V6-Motor mit 193 PS (142 kW) mit dem nordamerikanischen Maxima. Zu den Überarbeitungen, die der I30 im Laufe der Generation erfuhr, gehörten andere Rückleuchten und Kofferraumverkleidungen. Das Touring-Modell, I30t, erhielt Leichtmetallräder im Fünfspeichen-Design, eine straffere Fahrwerksabstimmung sowie einen Spoiler und BBS-Räder. Einige wenige I30 der ersten Generation hatten ein Fünfgang-Schaltgetriebe. Eine Freisprechanlage im Armaturenbrett war als Option erhältlich.

## Zweite Generation (A33; 1998–2004)
Die zweite Generation basierte wieder auf dem Nissan Cefiro (A33). Die Motorleistung stieg auf 230 PS (169 kW), und das Schaltgetriebe wurde in Nordamerika nicht mehr angeboten (im Nahen Osten blieb es erhältlich). Im Vergleich zum ähnlichen Nissan Maxima hatte der I30 einen stärkeren Motor, ein anderes Karosseriedesign vorne und hinten, ein anderes Design des Kombiinstruments, eine Feststellbremse mit Pedal (statt eines Hebel in der Mittelkonsole des Maxima), ein zentrales Armaturenbrett, eine hintere Sonnenblende und einen serienmäßigen Memory-Sitz für den Fahrer. Der I30t (touring) war mit Xenon-Scheinwerfern mit HID-Technik (High-Intensity Discharge) und dunkleren Scheinwerfereinfassungen, einem Sperrdifferenzial, größeren 17-Zoll-Rädern und einem Sportpaket ausgestattet, das einen Heckspoiler und Seitenschwellerverbreiterungen umfasste. Der Heckspoiler wurde als Händlerzubehör für alle I30 angeboten.

### Facelift
Nissan aktualisierte den I30 für das Modelljahr 2002 und benannte ihn in I35 um, da fortan ein 3,5-Liter-Motor verbaut wurde. Infiniti führte das Modell mit einer schätzungsweise 40 Millionen Dollar teuren Werbekampagne ein, die im September 2001 begann. Der Verkauf begann am 12. September 2001 in den USA.
Der neue Motor war ein 3,5-Liter-VQ35DE-V6 mit 258 PS (190 kW), der mit einem Viergang-Automatikgetriebe kombiniert wurde. Weitere Neuerungen gegenüber dem Vorgänger waren die lackierten (statt verchromten) Türgriffe, ein geänderter Kühlergrill, Xenon-Scheinwerfer mit hoher Lichtintensität, serienmäßige Nebelscheinwerfer, eine überarbeitete Kofferraumklappe, größere Embleme sowie eine veränderte Auspuffanlage und Chromblenden. Die Serienbereifung des I35 wurde von 16 auf 17 Zoll vergrößert.

Das Exterieur und der Innenraum wurden im Nissan Technical Center (NTC) in Atsugi, Japan, entworfen. Der I35 hatte einen Luftwiderstandsbeiwert von 0,31 (0,30, wenn er mit einem Heckspoiler ausgestattet war) und eine Gewichtsverteilung von 62/38 vorne/hinten. Gebaut wurde er im Nissan-Werk in Oppama.

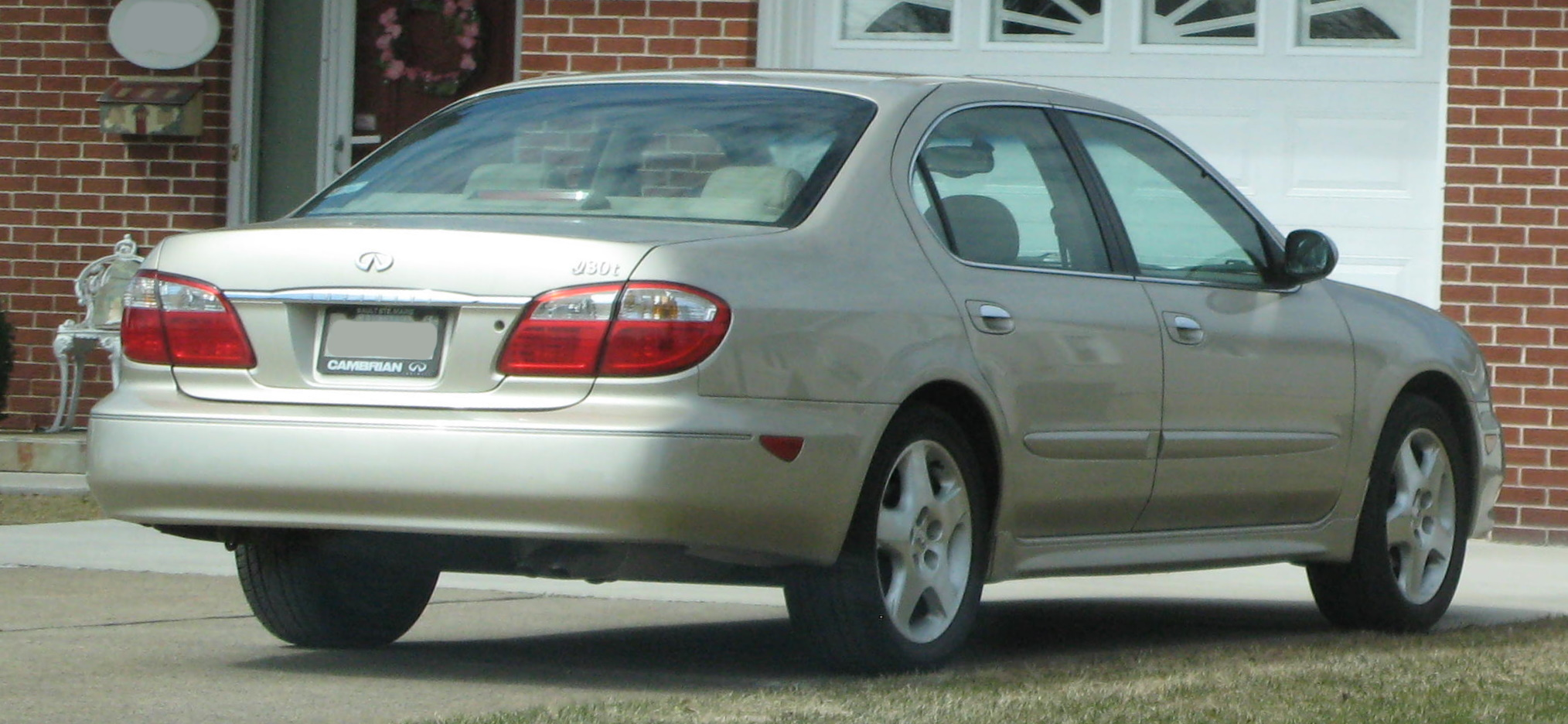
Heckansicht I30t
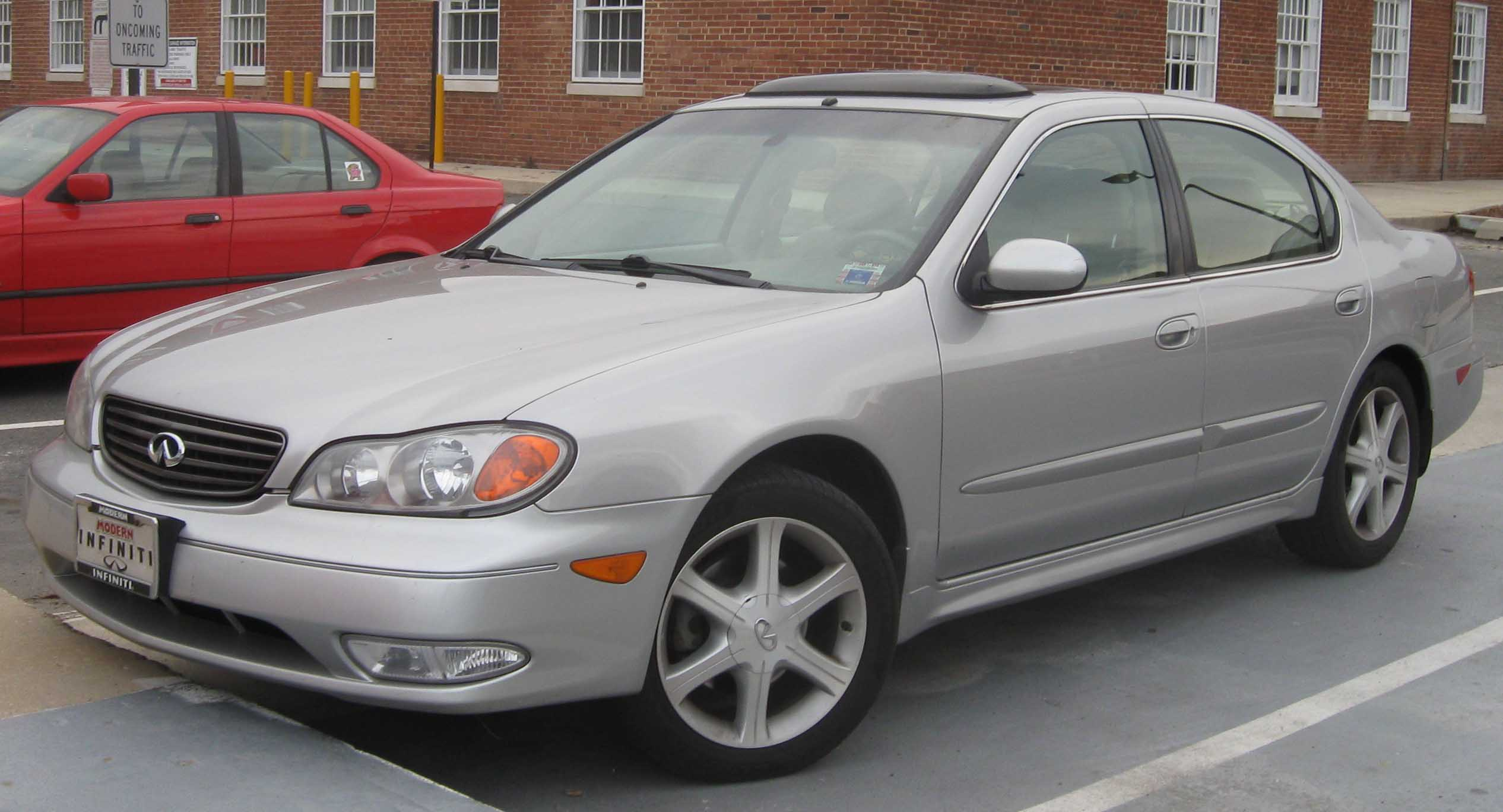
Infiniti I35
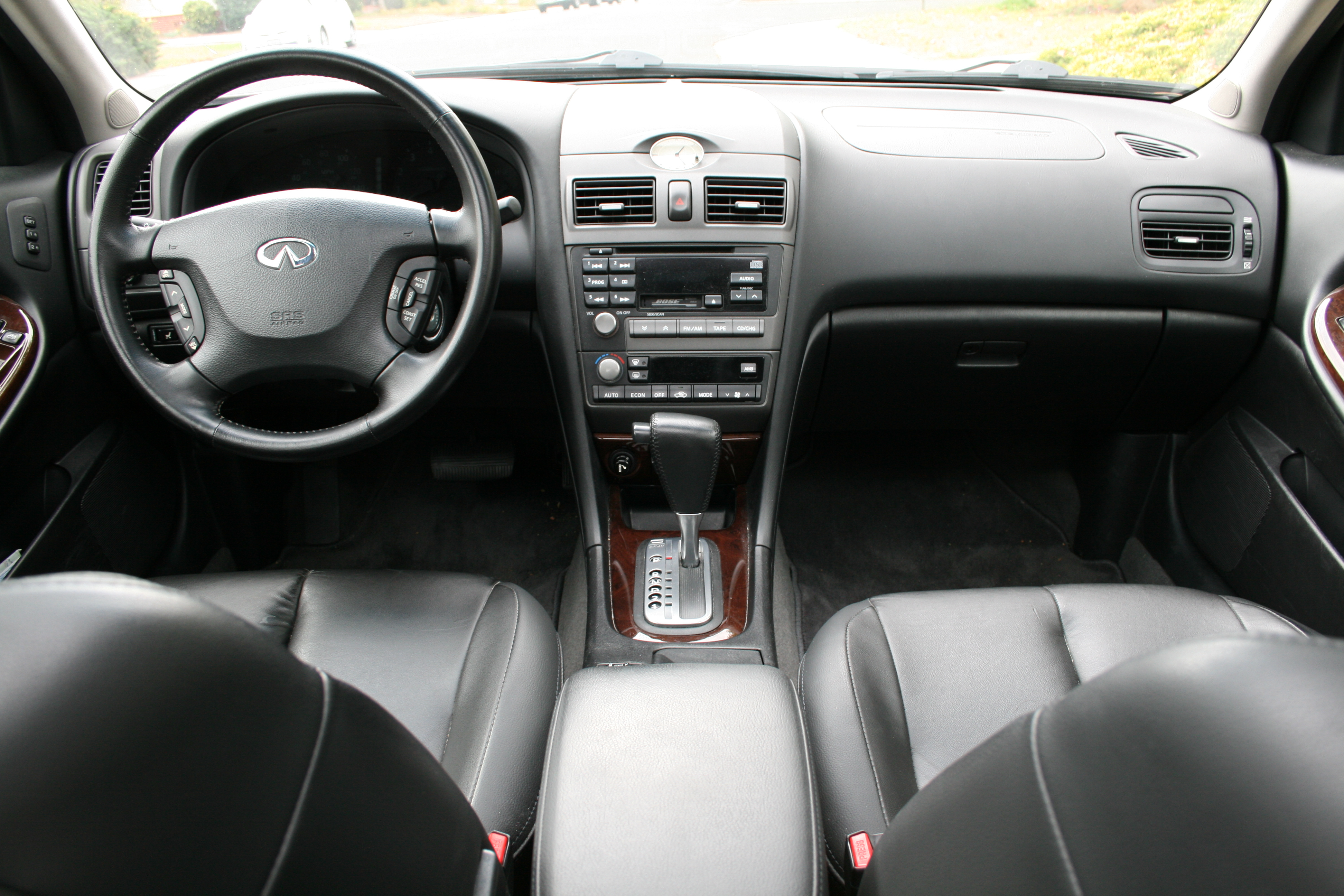
Innenraumansicht I30